# Shetou
Shetou (社頭鄉S, Shètóu XiāngP) è un comune di Taiwan, situato nella provincia di Taiwan e nella contea di Changhua.